# Jean Bontemps
Pour les articles homonymes, voir Bontemps.
Jean Bontemps est un pirate français de la seconde moitié du XVIe siècle. 

## Biographie
D'origine normande, le capitaine Jean Bontemps participe vraisemblablement aux guerres franco-espagnoles opposant Henri II à Charles Quint avant de partir pour les Caraïbes dans les années 1550. En compagnie de Jean-Martin Cotes, il s'attaque aux Espagnols et s'empare en 1559 de Santa Marta et de Carthagène des Indes qui doit lui payer une rançon de 4 000 pesos.
Converti au protestantisme, Jean Bontemps se révolte contre le roi de France en 1562 et se met à pourchasser les navires catholiques dans la Manche tout en nouant des liens avec le royaume d'Angleterre. Parallèlement, il se rend chaque année en Amérique pour y pratiquer la piraterie, la contrebande et la traite des Noirs. La capture de plusieurs navires lui permet notamment de réunir un butin de plus de 100 000 pesos.
Vers 1571, Jean Bontemps trouve la mort à Curaçao au cours d'une escarmouche avec des Indiens (Arawaks ?) : ces derniers, armés d'arcs et de flèches et commandés par l'administrateur espagnol de l'île, infligèrent une cuisante défaite aux pirates qui, en raison d'une pluie battante, n'avaient pas pu utiliser leurs arquebuses. La tête de Bontemps fut exposée à Saint-Domingue.